# Shandong Airlines
Pour les articles homonymes, voir Shandong (homonymie).

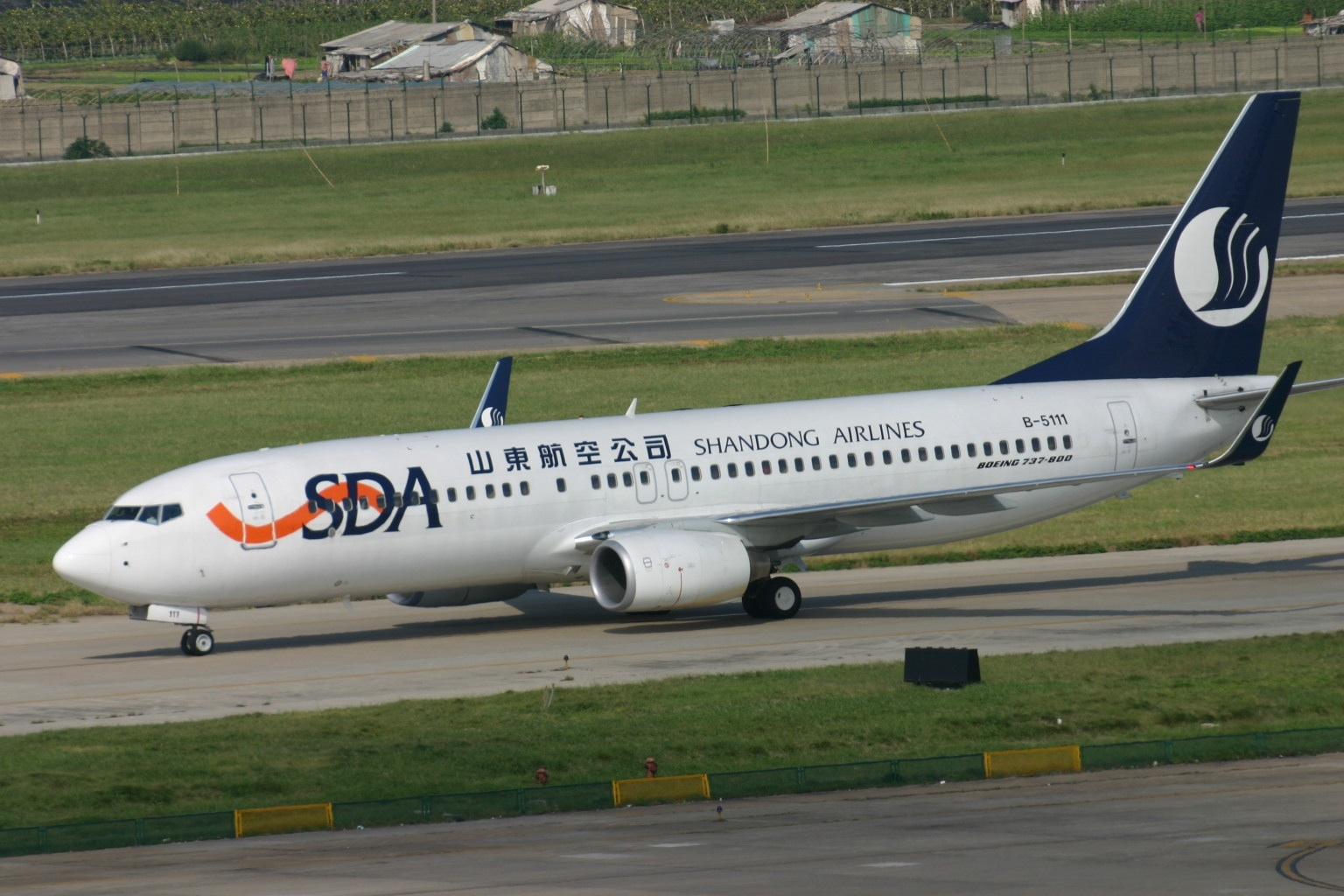
Un Boeing 737 de Shandong Airlines à Shanghai Hongqiao

Shandong Airlines (code AITA SC ; code OACI CDG ; chinois 山东航空) est une compagnie aérienne chinoise basée à Jinan dans la province du Shandong.

## Flotte
En janvier 2025, Shandong Airlines exploite les appareils suivants :

## Galerie

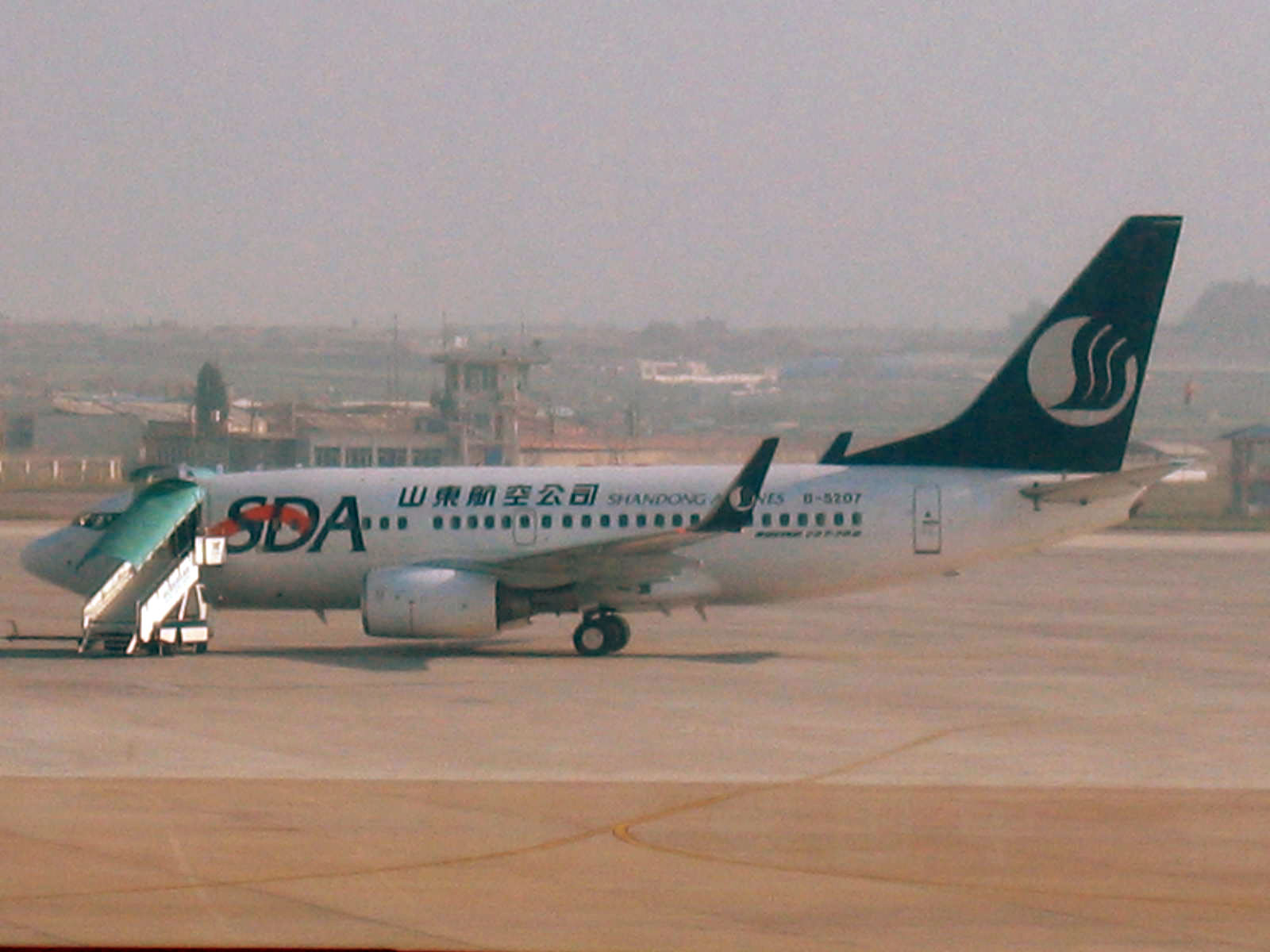
Boeing 737 de Shandong Airlines sur l'aéroport de Kunming
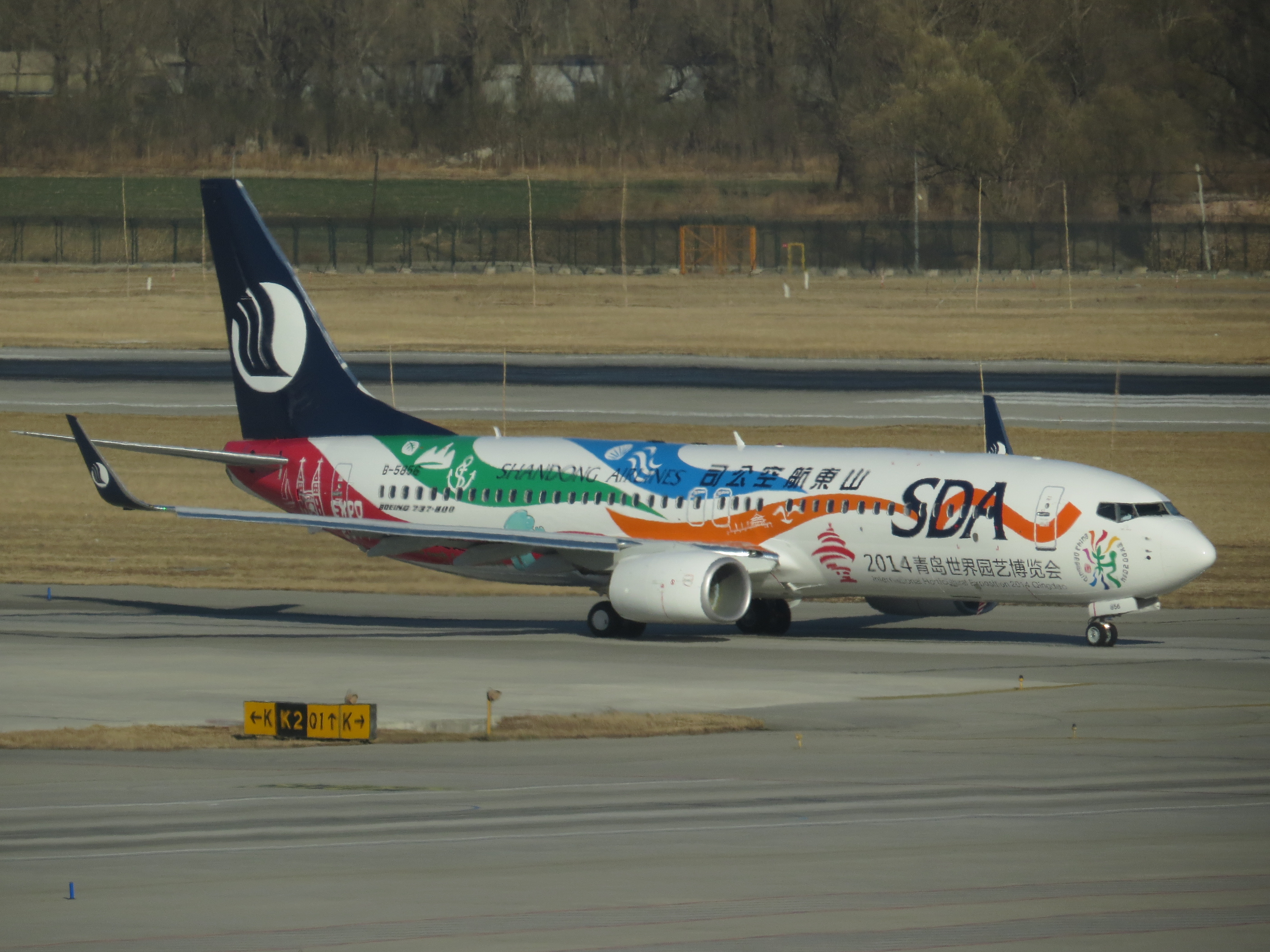
CDG4854 en 2013

## Référence
1. ↑  (en) « Shandong Airlines Fleet Details and History », sur www.planespotters.net (consulté le 12 octobre 2016)
2. ↑  LEITHEN FRANCIS, « China's ARJ21 faces further six-month delay in first delivery », sur Flightglobal.com, 19 décembre 2008 (consulté le 15 novembre 2015)